# Savinien Louismet
Savinien Louismet OSB (* 4. April 1858 in Sens; † 19. Januar 1926 in Buckfast Abbey) war ein französischer Benediktinerpater.

## Leben
Louismet stammte aus einer frommen katholischen Familie und besuchte die Chorschule in Sens und das Knabenseminar in Auxerre. Am 13. November 1877 legte er in der Abbaye de la Pierre-Qui-Vire die Profess ab und wurde 1882 in Quimper ordiniert. Als junger Priester wurde er zur Benediktiner-Mission im Indianerterritorium in Oklahoma abgeordnet, wo er 13 Jahre arbeitete. Krankheit brachte ihn zurück nach Europa. Nach einem kurzen Aufenthalt in Rom gehörte er dem Kloster in Buckfastleigh an, dessen zeitweiliger Oberer er 1902 wurde, als es zur Abtei erhoben wurde. Später hielt er Exerzitien ab, predigte, schrieb Artikel für verschiedene Zeitschriften und verfasste sieben Bücher auf Englisch, die in die Christliche Mystik einführten und die er fast alle selbst ins Französische übersetzte.

## Schriften (Auswahl)
- The Mystery of Jesus. London 1922.
- Essai sur la connaissance mystique de Dieu, ou, L'art de connaitre et d'aimer Dieu. Tours 1922.
- Miracle et mystique. Paris 1923.
- La contemplation chrétienne. Paris 1923.